# Hans Seigewasser

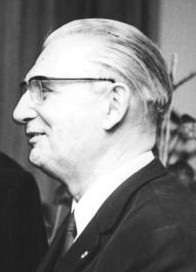
Hans Seigewasser (1970).

Hans Seigewasser (* 12. August 1905 in Berlin-Schöneweide; † 18. Oktober 1979 in Rom) war ein Politiker der DDR.

## Leben
Ab 1919 engagierte er sich politisch in sozialistischen Jugendorganisationen. Von 1921 bis 1923 absolvierte er eine Ausbildung als Bankangestellter. In dieser Zeit trat er zunächst der USPD, im Oktober 1922 der SPD bei und brachte es bis 1930 zum Vorsitzenden der Reichsleitung der Jungsozialisten. 1931 gehörte er zu den Mitbegründern der Sozialistischen Arbeiterpartei Deutschlands, wurde aber dort im Oktober 1932 wegen Agitation für den Anschluss an die KPD ausgeschlossen und trat letzterer daraufhin bei. 1933 wurde er arbeitslos und war illegal für die KPD tätig, u. a. in der Roten Hilfe und bei verschiedenen Untergrundzeitungen. Im September 1934 wurde er in Berlin verhaftet und später zu fünf Jahren Zuchthaus wegen Vorbereitung zum Hochverrat verurteilt. Während des Zweiten Weltkriegs war er bis 1944 im KZ Sachsenhausen, später im KZ Mauthausen inhaftiert. Dort gehörte er zur illegalen Lagerleitung der KPD und kam in Kontakt mit Franz Dahlem. Nach Kriegsende wurde er zunächst dessen persönlicher Referent im Zentralkomitee der KPD.

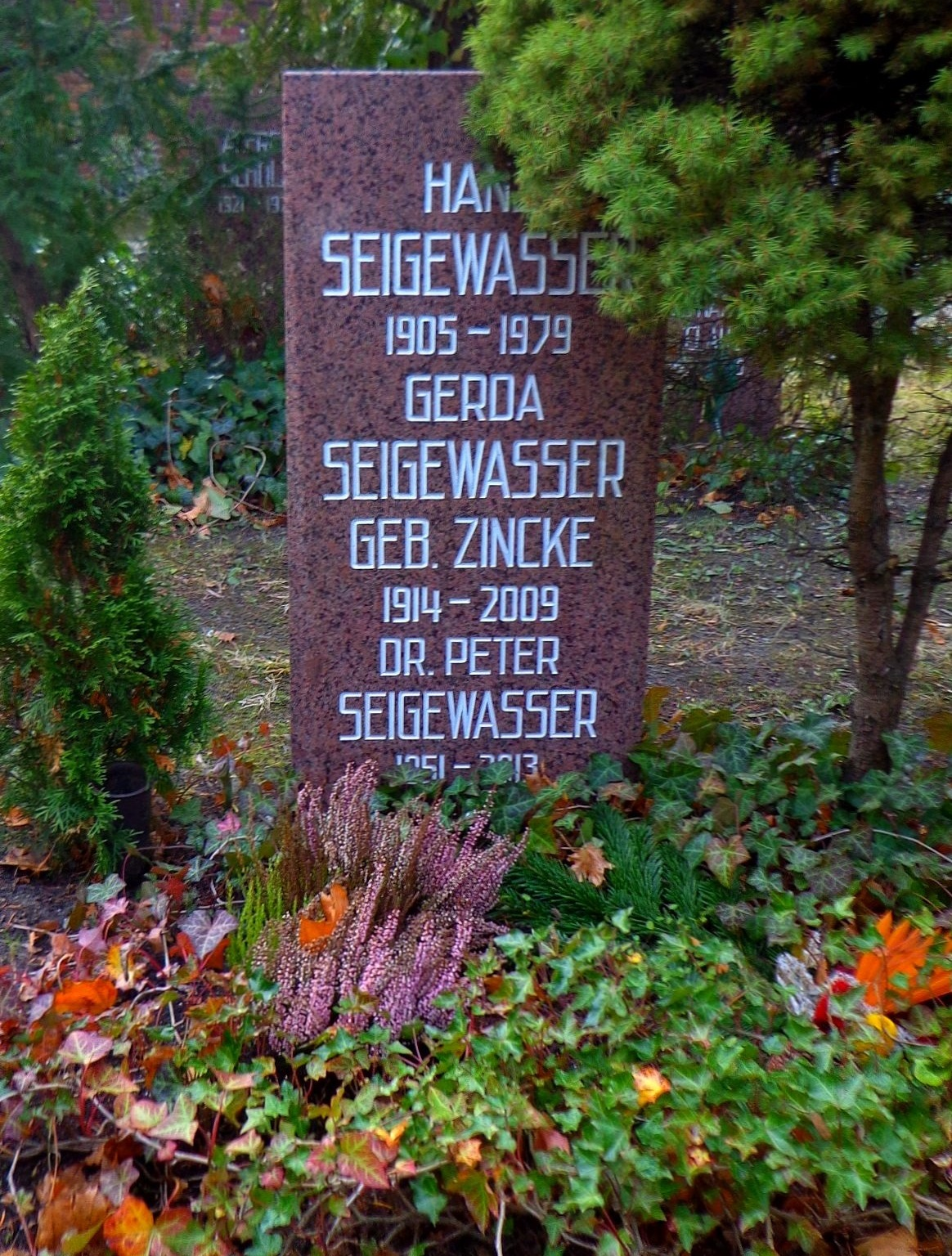
Grabstätte

1946 wurde er Mitglied der SED, ab 1950 hatte er einen Sitz in der Volkskammer. 1953 bis 1959 war er Vorsitzender des Büros des Präsidiums des Nationalrates der Nationalen Front und von 1959 bis 1960 Vizepräsident des Nationalrates und Vorsitzender des Berliner Ausschusses der Nationalen Front. Als solcher wurde er im April 1959 als Mitglied in die SED-Bezirksleitung Berlin kooptiert.
Vom 15. November 1960 bis zu seinem Tod 1979 war er als Nachfolger von Werner Eggerath Staatssekretär für Kirchenfragen der DDR. Er starb während des Welttreffens für Abrüstung in Rom an einem Herzinfarkt. Sein Nachfolger wurde Klaus Gysi.
Am 6. Mai 1955 wurde Seigewasser mit dem Vaterländischen Verdienstorden in Silber und 1965 in Gold sowie 1970 mit der Ehrenspange zum Vaterländischen Verdienstorden ausgezeichnet. 1975 erhielt er den Karl-Marx-Orden. Seigewassers Urne wurde in der Grabanlage Pergolenweg des Berliner Zentralfriedhofs Friedrichsfelde beigesetzt.